# مهرجان كان السينمائي 1983
مهرجان كان السينمائي لعام 1983 هو الدورة الـ36 للمهرجان عُقد في 7 إلى 18 مايو من عام 1983، حصل فيلم «أنشودة ناراياما» للمخرج الياباني إيمامورا شوهيه على السعفة الذهبية للمهرجان.